# Alwalkeria maleriensis
Alwalkeria maleriensis, precedentemente conosciuto come Walkeria, è un dinosauro scoperto negli anni '80 in strati del Triassico superiore in India. Da quello che gli scarsi resti fossili, comprendenti un cranio mal conservato, permettono di capire, Alwalkeria maleriensis era un piccolo predatore bipede, con collo e coda lunghi e una corporatura piuttosto esile. La lunghezza dell'intero animale non doveva superare il metro e venti.

## Un enigmatico predatore
La classificazione di Alwalkeria non è semplice: i pochi resti sembrerebbero simili a quelli dei più antichi e primitivi fra tutti i dinosauri, gli herrerasauridi, noti in strati della medesima epoca in America del Sud. Se ciò fosse vero, sarebbe un'ulteriore conferma che l'India, nel Triassico superiore, faceva ancora parte del supercontinente meridionale Gondwana, assieme all'America del Sud, Antartide, Africa, Madagascar e Australia. Alcuni paleontologi, però, mettono in dubbio tale classificazione di Alwalkeria, e lo considerano un ceratosauro celofisoide.